# Stiphodon caeruleus
Stiphodon caeruleus es una especie de pez de la familia de los Gobiidae en el orden de los Perciformes.

## Morfología
Los machos pueden llegar a alcanzar los 3,9 cm de longitud total.

## Distribución geográfica
Se encuentra al este de las Islas Carolinas.

## Observaciones
Es inofensivo para los humanos.